# Gabriel Rein
Gabriel Rein, född den 20 december 1800 i Jääskis socken, död den 24 juni 1867 i Helsingfors, var en finländsk universitetslärare, historiker och statistiker, far till Thiodolf Rein.

## Biografi
Rein blev student vid Kungliga Akademien i Åbo 1817, filosofie kandidat 1822, filosofie magister 1823, docent i historia 1825, lektor i tyska språket vid Helsingfors universitet 1832 samt professor i historia vid samma högskola 1834. Gripen av den fosterländska rörelse, som på 1820-talet spirade upp vid det finländska universitetet, ägnade Rein sig, efter vunnen akademisk grad, åt forskningar inom Finlands äldsta historia, vilkas resultat framlades i akademiska disputationer. 
I sina föreläsningar behandlade Rein Finlands historia i hela dess omfattning, vilket ämne först av honom upptogs i de akademiska föreläsningskurserna. Efter hans död utgavs hans Föreläsningar öfver Finlands historia (2 band, 1870-71; omfattande tiden till och med 1808-09 års krig), huvudsakligen utarbetade på 1840-talet och därför ej upptagande den senare forskningens resultat. 
Vid sidan av historien ägnade Rein uppmärksamhet åt statistiken, vilken även inbegreps i hans professur. Han författade Kejsaredömet Rysslands statistik i sammandrag (1837-38; ny upplaga 1845) och Statistische Darstellung des Grossfürstenthums Finnland (1839; rysk översättning 1840, svensk översättning 1842, flera upplagor). I Finska litteratursällskapets stiftande 1831 var Rein delaktig och fungerade som sällskapets ordförande 1841-52 samt från 1863 till sin död. 
Rein var stiftande medlem av Finska Vetenskaps-Societetens och publicerade i dess akter Anmärkningar om den romersk-katolska hierarkins inflytande på Finland (1845). Rein kallades till medlem av flera utländska lärda sällskap. Åren 1848-58 var han genom förnyade val universitetets rektor och återupptog därefter sin genom rektorsomsorgerna delvis avbrutna författarverksamhet. 
Så utgav han Kriget i Finland åren 1788, 1789 och 1790 (1:a häftet 1860), med stöd av general Meijerfelts till Helsingfors universitet överlämnade papper. Men huvudsakligen ägnade Rein sig under sina senaste levnadsår åt att samla material till Finlands då ännu alldeles obearbetade statistik. 
Resultatet därav blev Berättelse öfver storfurstendömet Finlands förvaltning ifrån år 1855 till början af år 1862 (1862; tysk översättning samma år) och Materialier till utredande af Finlands statistik (statistiska beskrivningar öfver Kuopio län, 1864, och över Uleåborgs län, 1867). I det 1865 provisoriskt inrättade statistiska ämbetsverket var han tillfördnad chef. 
Rein, som 1856 blivit upphöjd i adligt stånd, var vid lantdagarna 1863-64 och 1867 en inflytelserik talare på riddarhuset samt medlem av statsutskottet. Han erhöll 1856 kansliråds titel och tog avsked från sin professur 1861.